# Campanar
|  | Aquest article tracta sobre l'estructura arquitectònica. Si cerqueu el barri i districte de València, vegeu «Campanar (València)». |

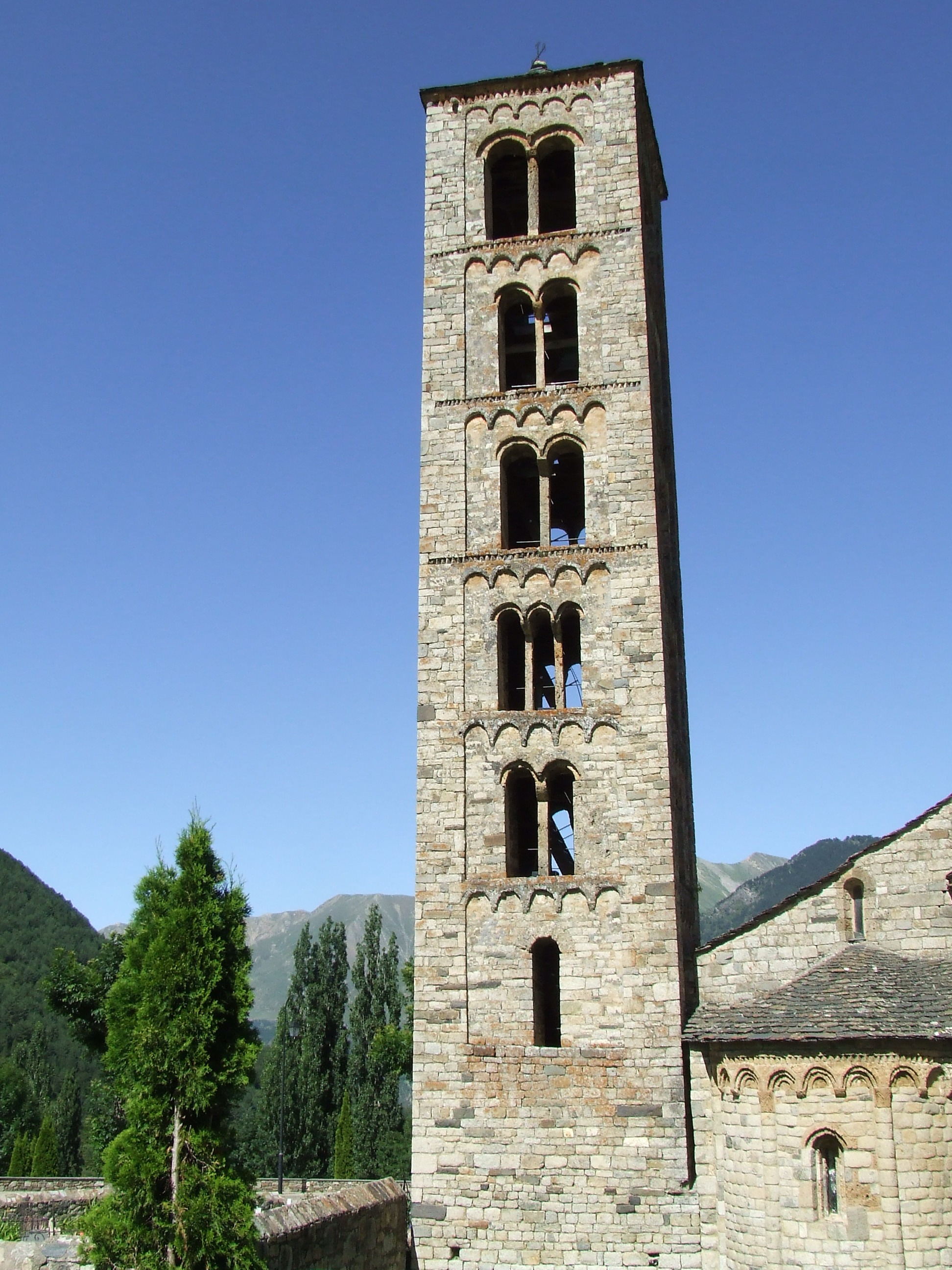
Campanar de Sant Climent de Taüll (Alta Ribagorça)

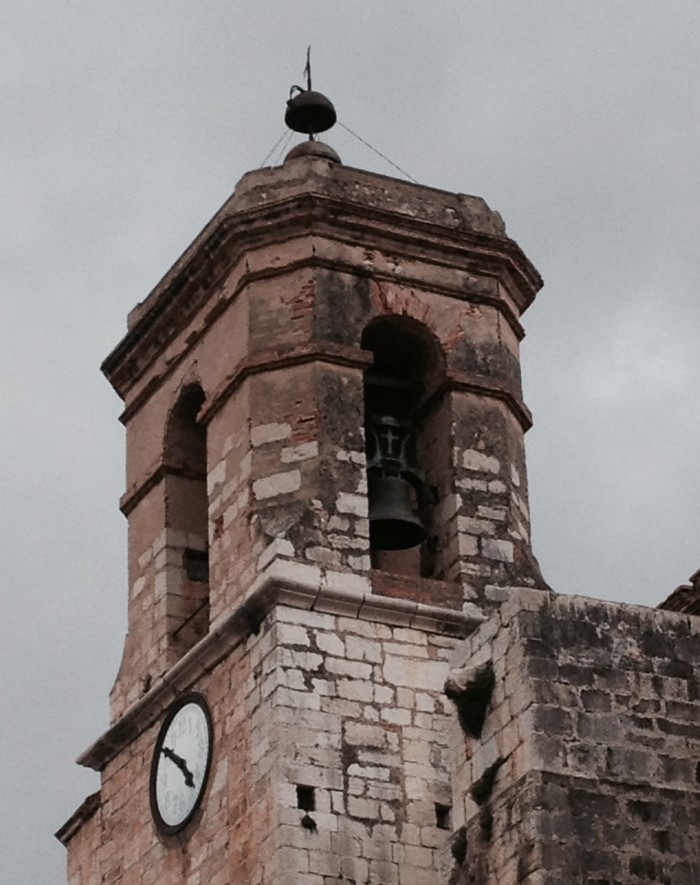
Campanar de l'església de Sant Lluc d'Ulldecona (Montsià).

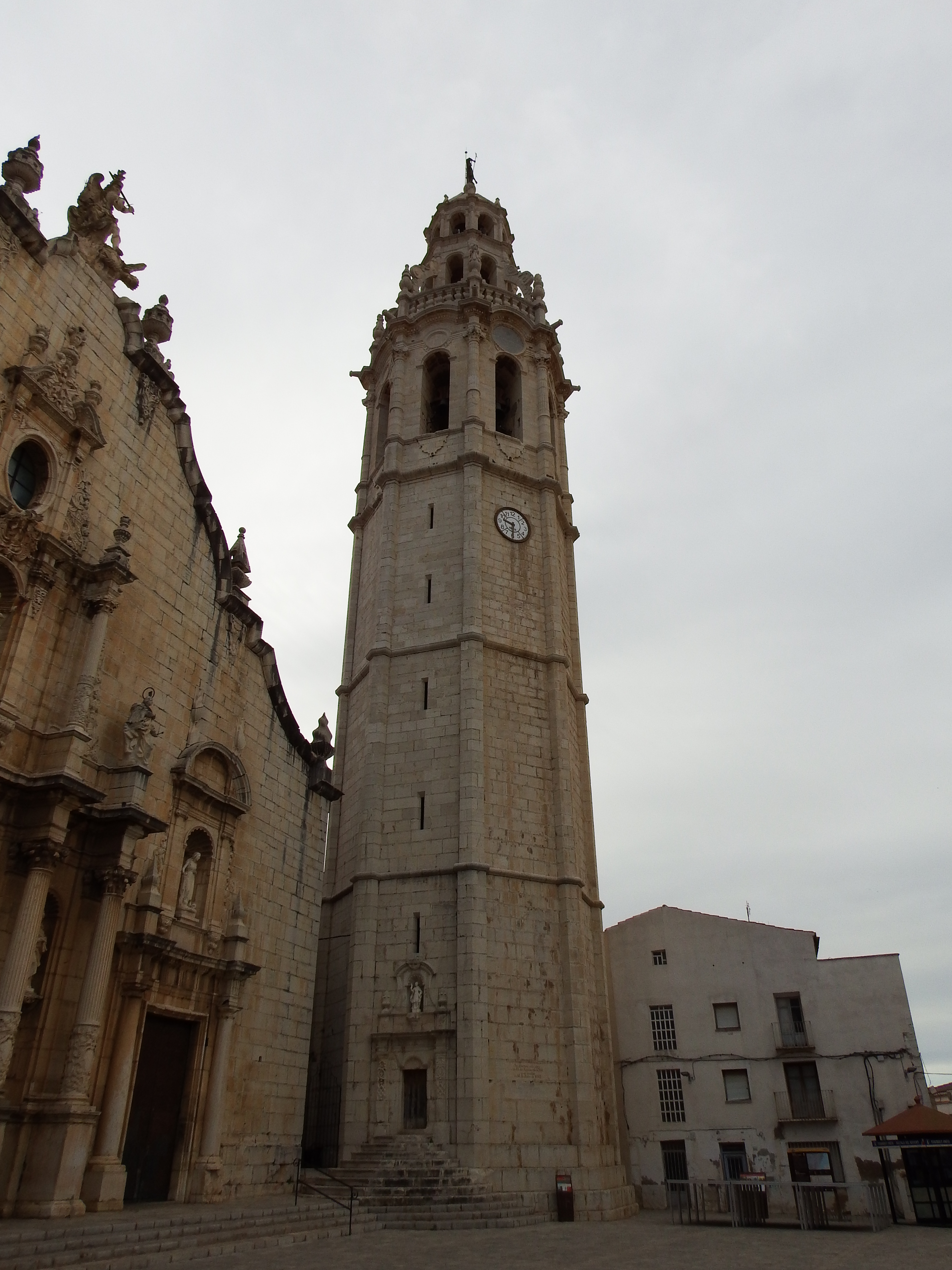
Torre campanar de l'església de Sant Joan Baptista d'Alcalà de Xivert (Baix Maestrat)

Un campanar o cloquer acostuma a ser una torre, normalment associada a una església, que conté una o diverses campanes. Pot sortir d'un dels murs de l'església o bé estar exempt. Alguns campanars, però, sobretot els d'edificis petits, no tenen forma de torre, com ara els anomenats "campanars d'espadanya" o espadanyes.
Actualment, hi ha molts campanars que en comptes de campana tenen un carilló, instrument musical format per diverses campanes.
La finalitat dels campanars és anunciar les hores i els esdeveniments religiosos com ara pregàries, batejos, casaments i funerals, i també s'utilitzen per alertar sobre perills.
Quan el campanar no està relacionat amb un edifici religiós sinó civil, com ara un ajuntament, rep també altres noms com torre de les hores (o simplement torre), o torre civica en italià. Als antics comtats de Flandes i d'Hainaut es diuen belfort en neerlandès o beffroi en francès i podien ser torres independents o bé integrades en un conjunt amb un mercat cobert o un ajuntament. En aquest cas són, doncs, elements d'arquitectura cívica.
Per extensió, de vegades s'anomenen també campanars les torres del rellotge, tot i no tenir campanes.

## Referències

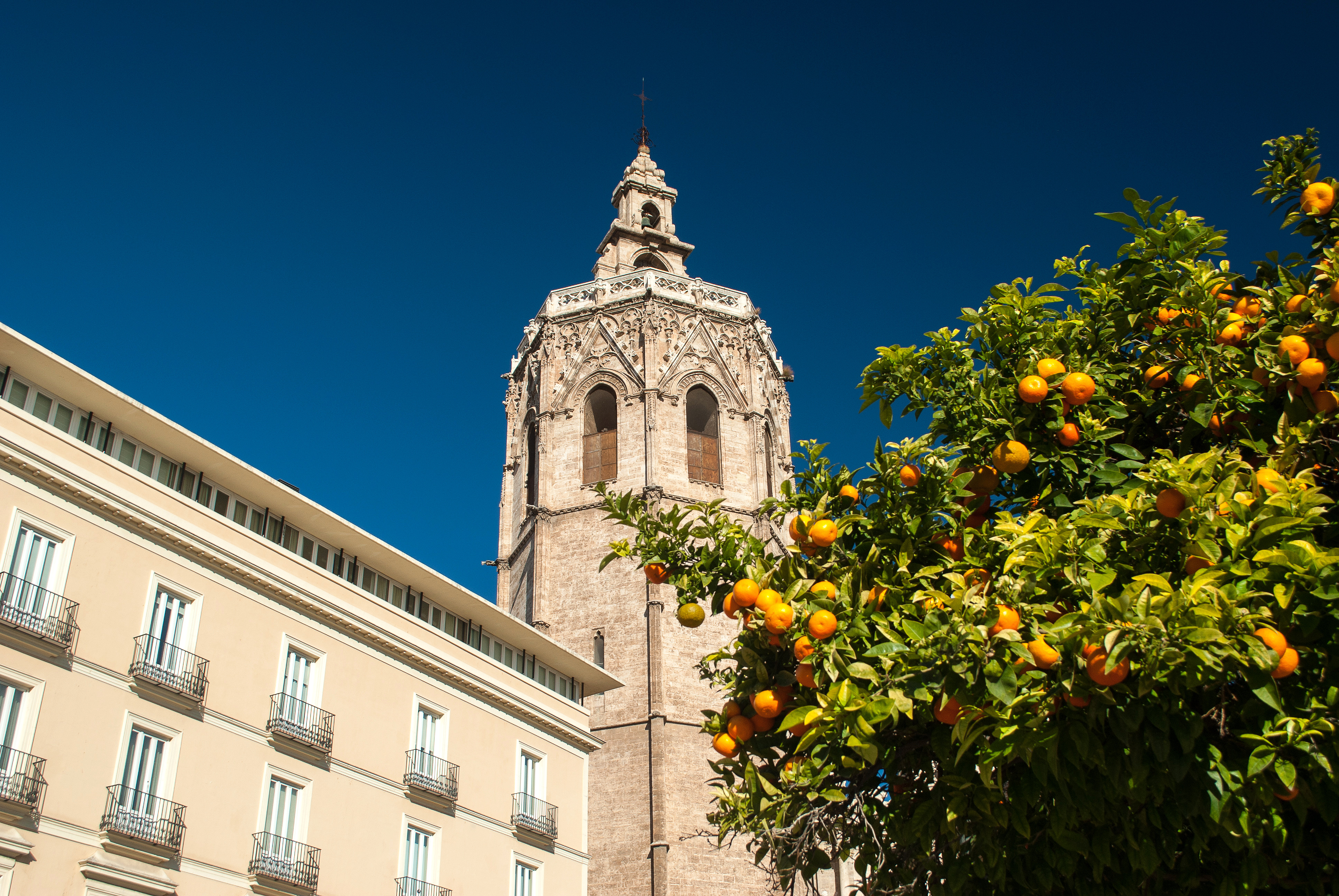
El Micalet, el campanar de la seu de València

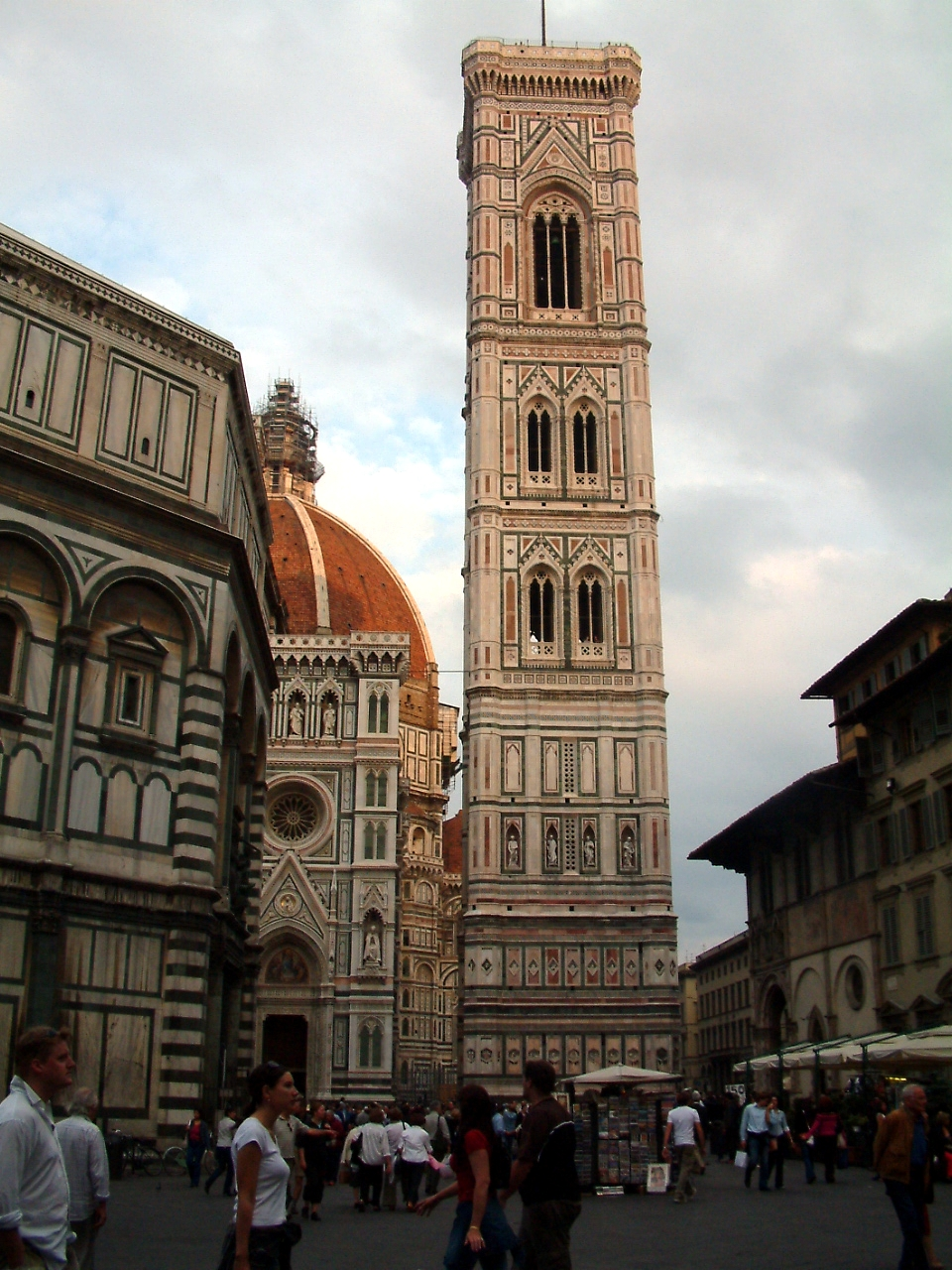
El campanar exempt del Giotto de la catedral de Florència